# مغالطه بولوریسم
مغالطه بولوِریسم (به انگلیسی: Bulverism) یک نوع توسل به شخص و از بهم پیوستن و هم آمیزی دو مغالطه، استدلال دایره‌ای (Circular Reasoning) و مغالطهٔ توسل به ریشه‌ها (Genetic Fallacy) به‌وجود می‌آید. این مغالطه هنگامی رخ می‌دهد که فردی به بهانهٔ مشکوک بودن به گفته‌های شخص استدلال‌کننده، هویت اجتماعی او، یا هر ویژگی و شناسه دیگری که به نام و نشان او مربوط باشد، استدلالش را باطل بشمارد.

## الگوی منطقی
فرد شماره ۱ استدلال O را طرح می‌کند.
فرد شماره ۲ فرض را بر این می‌گیرد که فرد شماره ۱ در اشتباه است، چون به گفته و خواست او مشکوک است یا شناسه اجتماعی و ویژگی دیگری که به شخصیت و نام و نشان او مربوط است مشکل دارد.
بدین سبب استدلال O نادرست است.

## نمونه‌ها
نمونه ۱:
شخص شماره یک: همهٔ انسان‌های سفیدپوست نژادپرست نیستند!
شخص شماره دو: بله که هستند، تو فقط این رو داری میگی چون خودت هم یه سفید پوستی
نمونه ۲:
شخص شماره یک: شما یک انسان بسیار خوب هستید و همیشه خوب بودید.
شخص شماره دو: نه اینطور نیست چونکه خود شما خوب هستید؛ فکر می‌کنید من نیز هستم.